# Rohrbach (Rhein-Hunsrück)
Rohrbach é um município da Alemanha localizado no distrito de Rhein-Hunsrück, estado da Renânia-Palatinado.
Pertence ao Verbandsgemeinde de Kirchberg.